# MAZ-200
Der MAZ-200 (russisch МАЗ-200) ist ein Lastkraftwagen (4×2) des sowjetischen Fahrzeugherstellers Minski Awtomobilny Sawod. Der von 1951 bis 1966/67 gebaute Lkw gehört zur ersten Generation der nach dem Zweiten Weltkrieg in der Sowjetunion entwickelten Nutzfahrzeuge. In verschiedenen Quellen wird der MAZ-200 auch unter der deutschen Transkription MAS-200 geführt. Insgesamt wurden etwa 230.000 Lastwagen aller Varianten gebaut.

## Fahrzeuggeschichte

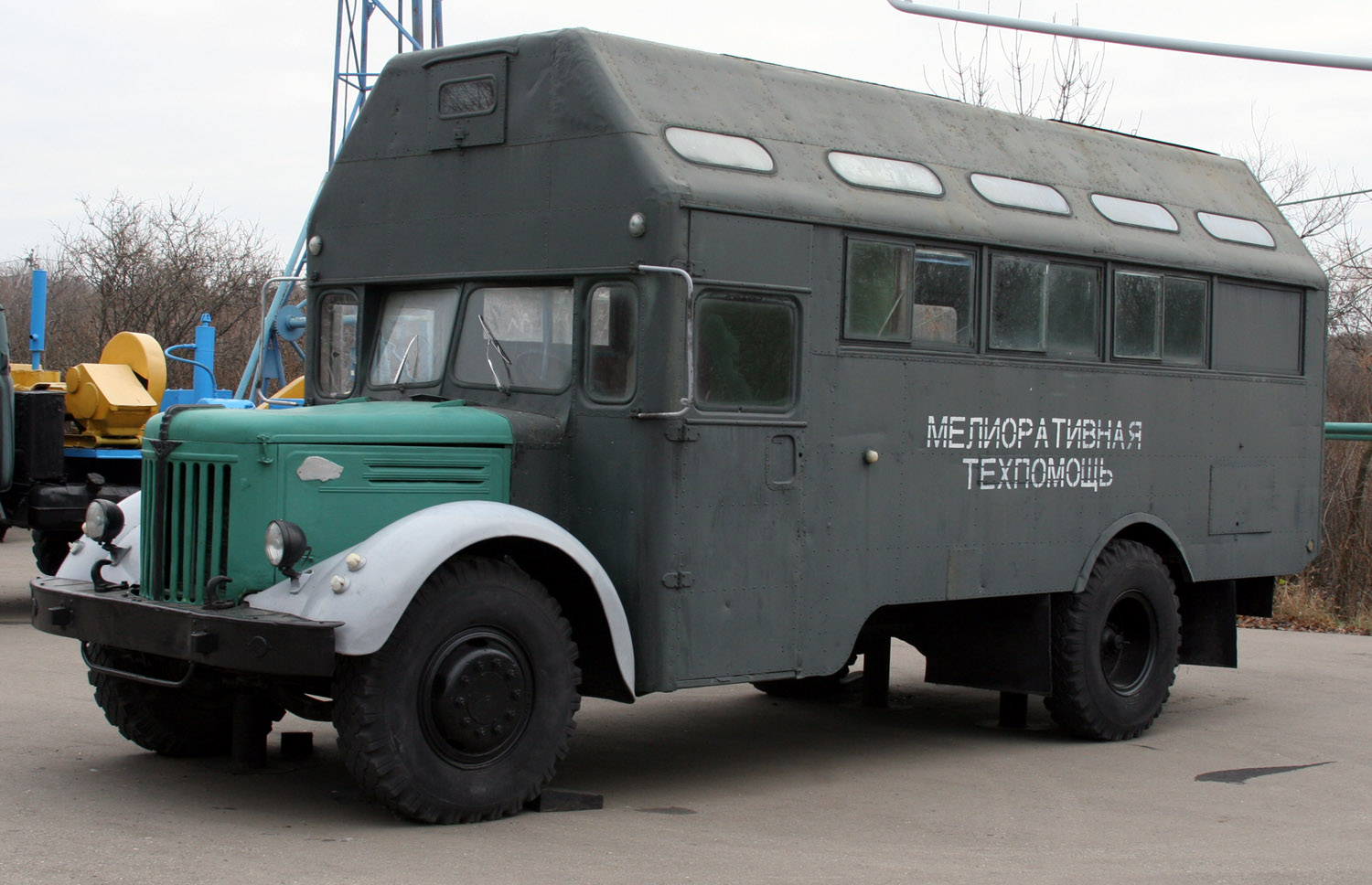
Werkstattwagen auf dem Fahrgestell MAZ-200D (2008)

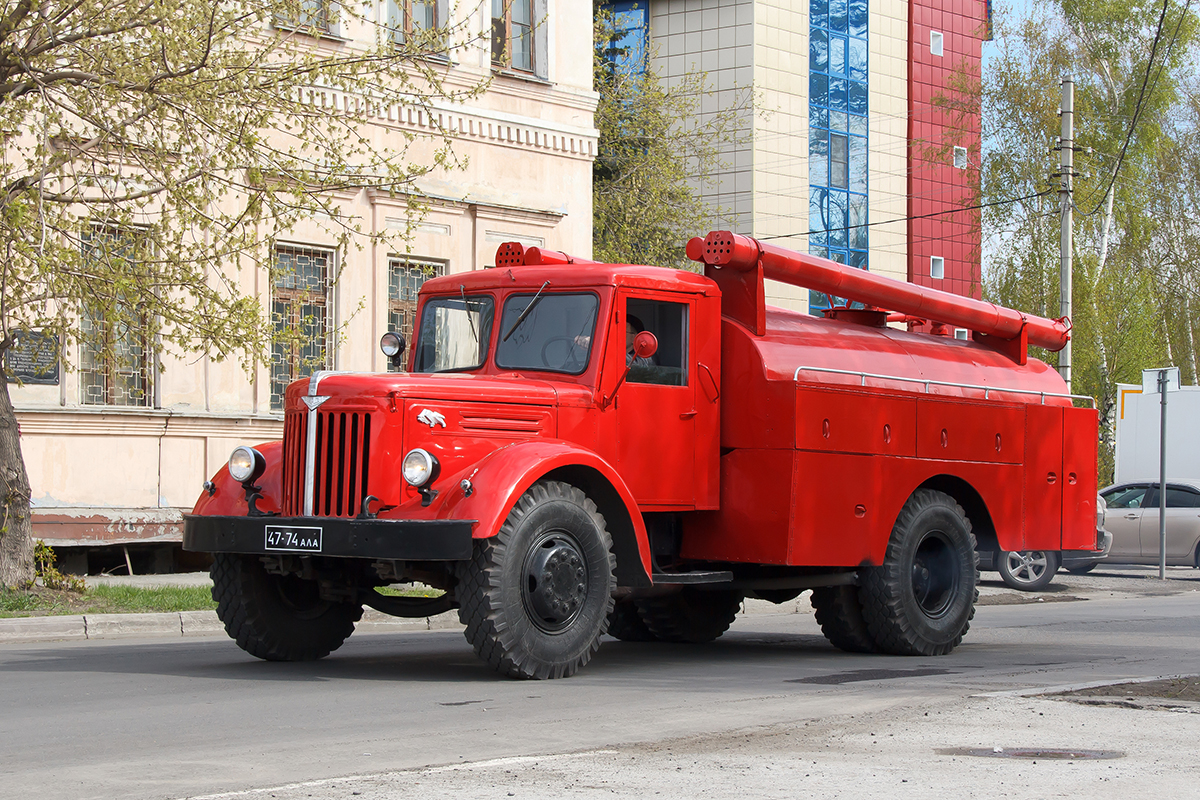
Tanklöschfahrzeug AZ-30/205 auf Basis des kürzeren, sonst gleichen Rahmens des MAZ-205 (2016)

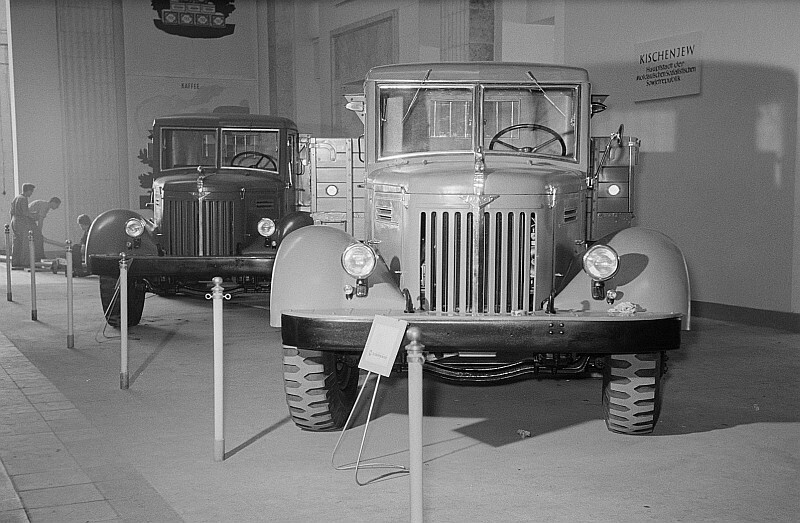
MAZ-200 auf der Leipziger Herbstmesse 1954

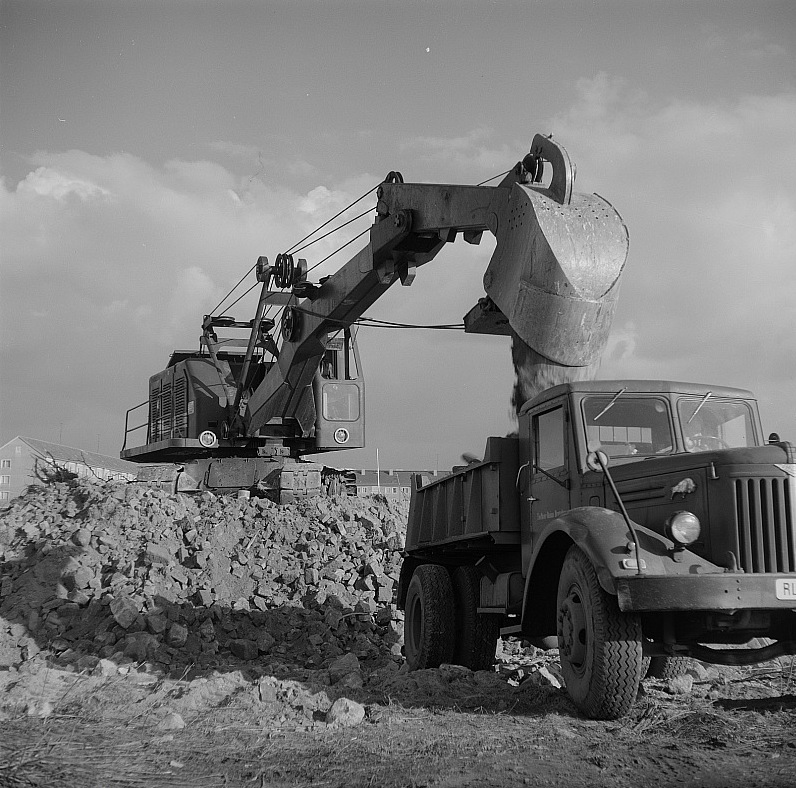
MAZ-205 im Einsatz (um 1950)

Nach dem Zweiten Weltkrieg bestand in der Sowjetunion ein großer Bedarf an leistungsfähigen Lastkraftwagen, die für den Wiederaufbau des zerstörten Landes und die Vollmotorisierung der Streitkräfte benötigt wurden. Während des Krieges hatte sich die sowjetische Nutzfahrzeugindustrie auf den Bau von gepanzerten Fahrzeugen konzentriert, der Bedarf an Lkw war zu einem großen Teil durch Lieferungen aus den Vereinigten Staaten im Rahmen des Lend-Lease-Act gedeckt worden. Die in Produktion befindlichen Lkw-Typen wie zum Beispiel der ZIS-5 waren technisch veraltet.
Der MAZ-200 war 1944/45 im Jaroslawler Automobilwerk (Ярославский автомобильный завод) als JaAZ-200 (ЯАЗ-200) aus dem nie in Serie gebauten JaG-7 heraus entwickelt worden. Im Zusammenhang mit der Reorganisation des sowjetischen Automobilbaus wurde 1951 die Serienproduktion dem neu erbauten Werk in Minsk übertragen. Der MAZ-200 unterscheidet sich vom Ursprungsmuster lediglich durch die Verwendung eines Kühlergrills mit senkrechten Streben und das Firmenemblem.
Die Serienproduktion des Pritschenwagens begann 1951 in Minsk und wurde bis Ende Dezember 1965 oder Anfang 1966 fortgeführt. Schon 1965 war der Nachfolger, der deutlich modernere Frontlenker MAZ-500, in die Großserienfertigung gegangen. Der MAZ-205 aus der gleichen Baureihe wurde bereits seit 1948 bei MAZ produziert und ab 1965 durch den Nachfolger aus der neuen Lastwagenfamilie, den MAZ-503, ersetzt. Der MAZ-200P mit modernerem JaMZ-236-Sechszylinder-Viertaktmotor wurde noch bis 1967 gebaut und war damit das letzte Modell der Fahrzeugfamilie, dessen Produktion eingestellt wurde.
Anfang der 1960er Jahre wurde der MAZ-200 für einen Preis von 3460 Rubel abgegeben, damit war er billiger als ein GAZ M-21 Wolga. Da der MAZ-200 jedoch nicht an Privatpersonen verkauft, sondern nur an Bedarfsträger abgegeben  wurde, sind die Preise nur bedingt vergleichbar. Die Lastwagen wurden in allen Gebieten der Sowjetunion eingesetzt und auch exportiert. In den 1970er Jahren wurde er in sowjetischen Betrieben durch modernere Lkw-Typen ersetzt, wenn auch einige Fahrzeuge bis in die 1980er Jahre im Einsatz blieben.
Der MAZ-200 wurde auch in geringen Stückzahlen in die DDR exportiert. Der Muldenkipper MAZ-205 wurde von 1961 bis 1965 eingeführt. Wahrscheinlich wurde auch die Sattelzugmaschine MAZ-200W in geringen Stückzahlen importiert. Die Nationale Volksarmee nutzte den MAZ-200 ab 1963 mit Kofferaufbau für Spezialfahrzeuge.

## Konstruktion
Der Lkw wird von einem Vierzylinder-Zweitakt-Dieselmotor JaAZ-204A (ЯАЗ-204А) angetrieben. Der Motor leistete zunächst 110 PS (83 kW), nach der Modernisierung 120 PS (88 kW). Die Sattelzugmaschinen erhielten bei Produktionsbeginn die leistungsgesteigerte Variante JaAZ-204B mit 130 PS und später den JaAZ-204W mit 135 PS. Erstmals im sowjetischen Fahrzeugbau kam eine selbst entwickelte Einspritzpumpe zum Einsatz. Das handgeschaltete Fünfganggetriebe ist erstmals bei einem sowjetischen Lkw teilsynchronisiert. In modifizierter Form wurde es auch nach Auslaufen der Serienproduktion des MAZ-200 im Ural-375 verwendet. Ab 1962 wurde in einige Fahrzeuge ein neuentwickelter Sechszylinder-Viertakt-Dieselmotor JaMZ-236 (ЯМЗ-236) eingebaut, der 165 PS (124 kW) leistet.
Das Fahrzeug hat einen konventionellen Leiterrahmen und ist an beiden Achsen blattgefedert. Die Hinterachse ist zwillingsbereift, die Bremsen werden mit Druckluft betätigt. Wegen des Mangels an Walzblechen bestand die Kabine aus einem Holzgerüst, das mit Blech beplankt und Schutzlack versehen wurde. Für den Export bestimmte Fahrzeuge wurden grundsätzlich hellblau lackiert. Der MAZ-200 wurde als erster sowjetischer Lkw mit einem Tachometer ausgerüstet.

## Modellvarianten

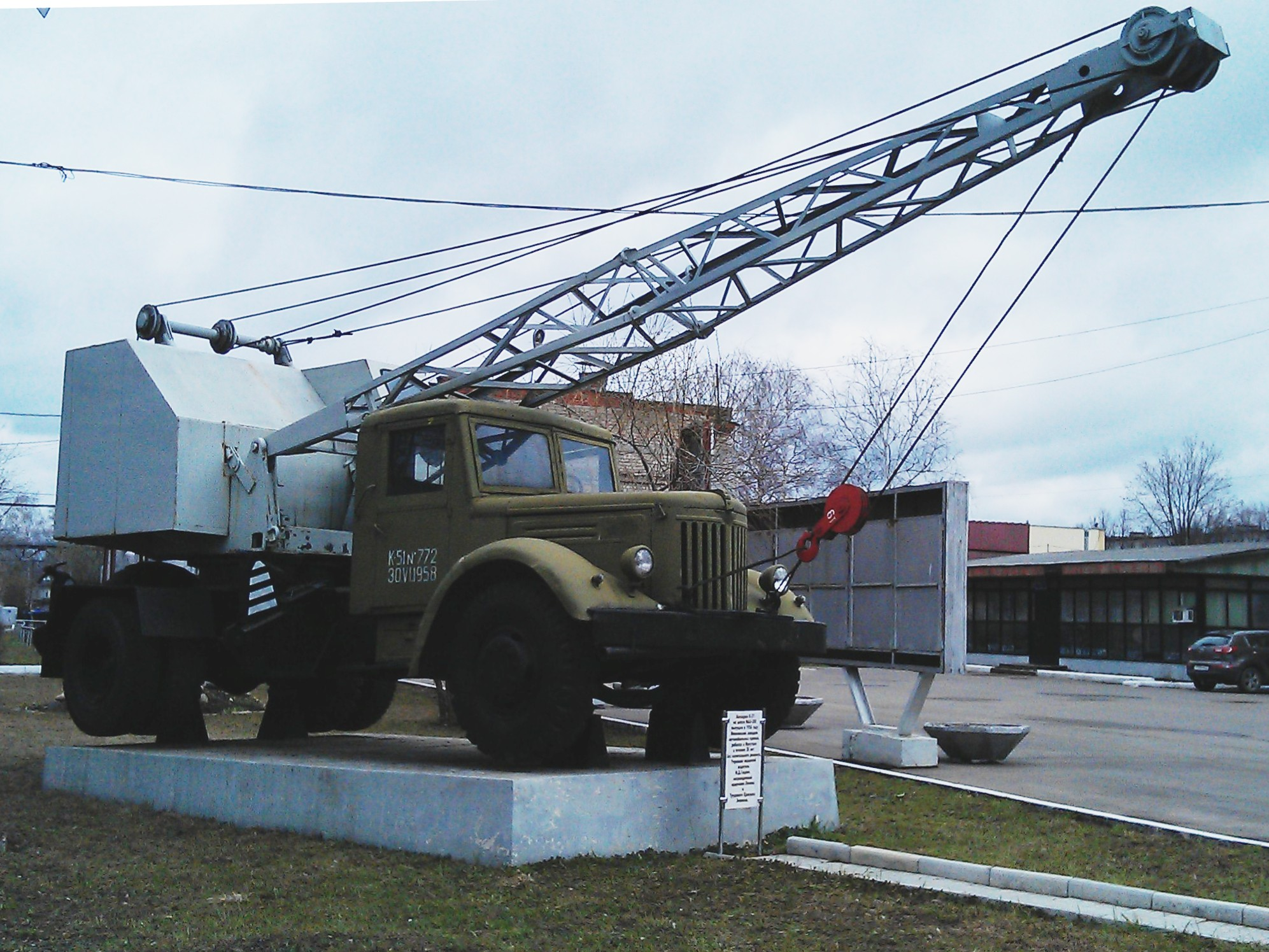
MAZ-200 mit Kranaufbau K-51 als Denkmal in Iwanowo (2013)

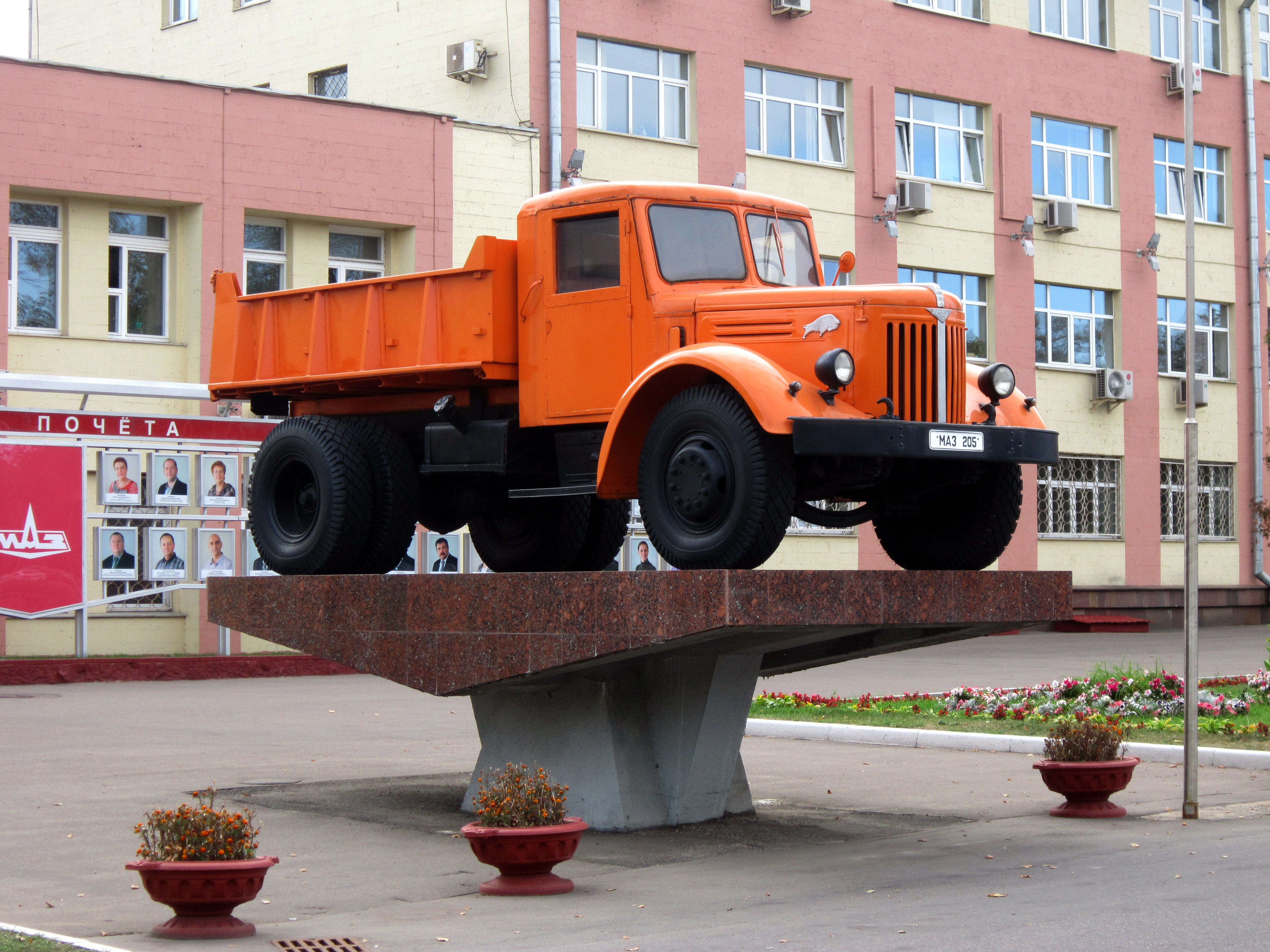
Der Kipper MAZ-205, hier als Denkmal vor dem Herstellerwerk in Minsk (2015)

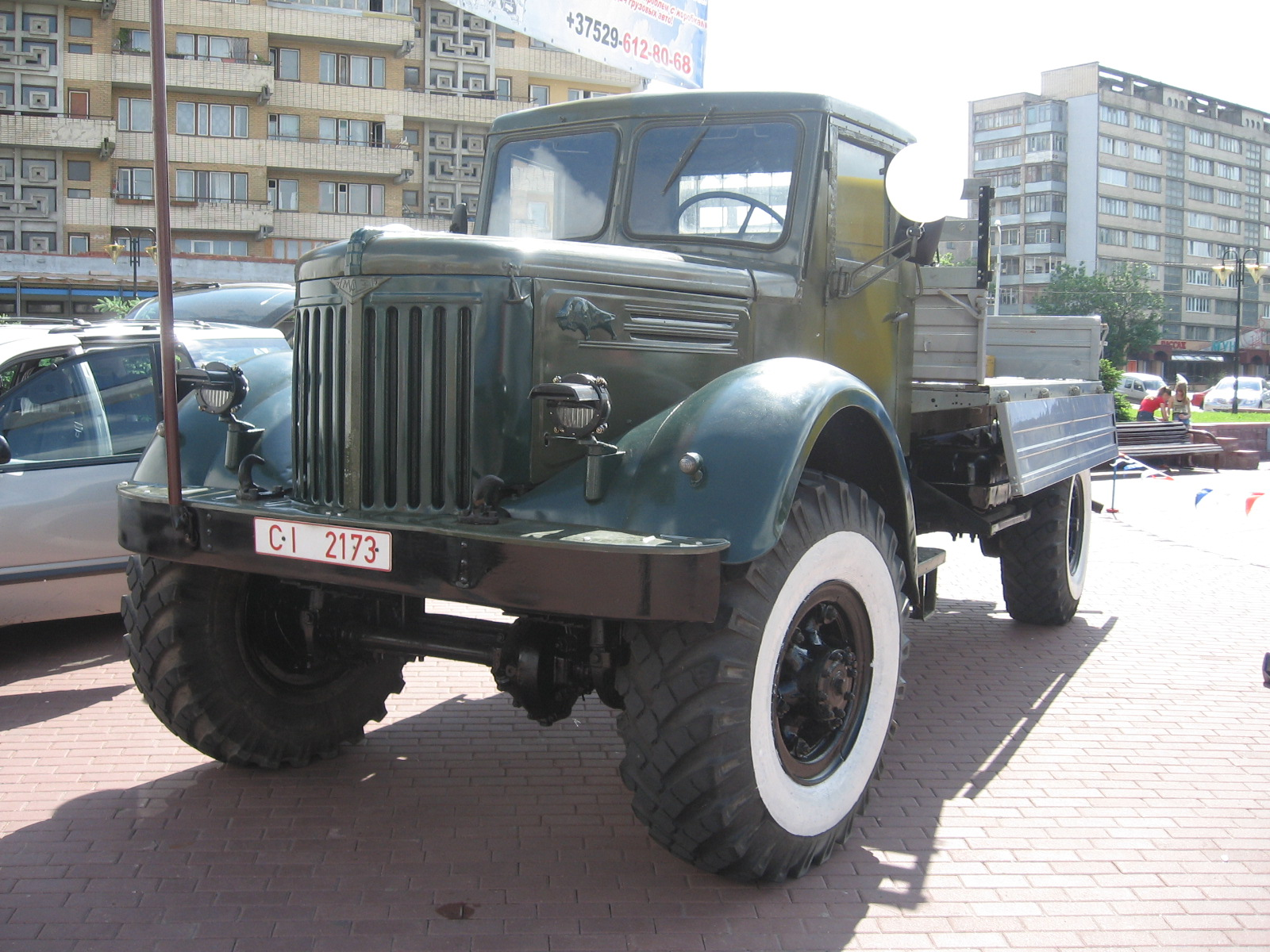
Der für das Militär konzipierte MAZ-502 war eine von zwei Varianten des Lkw mit Allradantrieb (2007)

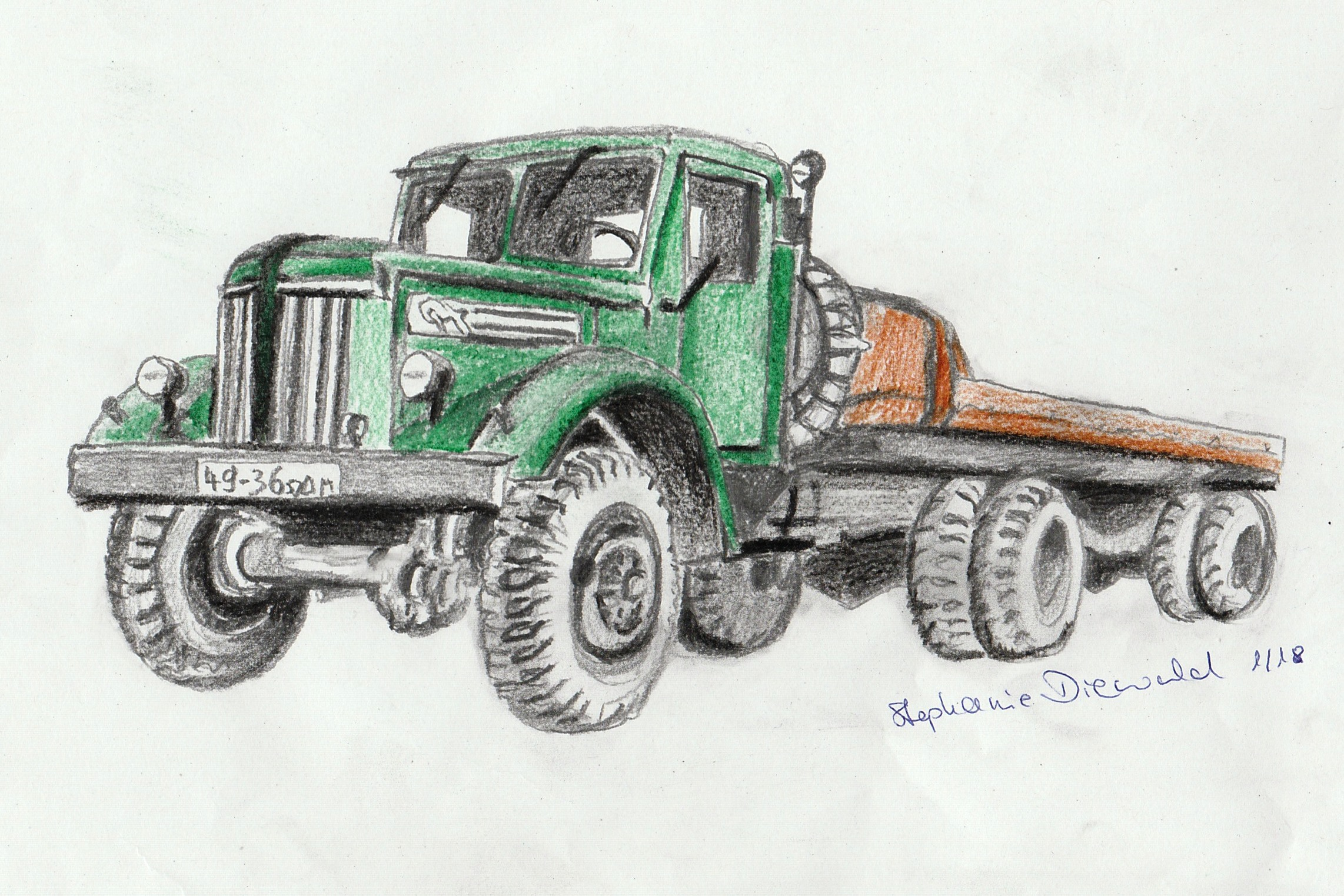
Der MAZ-501 war die zivile Version mit Allradantrieb, hier eine Skizze der Sattelzugmaschine MAZ-501W

Im Laufe der 15-jährigen Produktionsgeschichte wurden diverse Versionen des MAZ-200 gefertigt. In Klammern befinden sich jeweils die originalen russischen Bezeichnungen. Die wichtigsten Modelle sind hervorgehoben.
- MAZ-200 (МАЗ-200) – Die Grundvariante mit einer Pritsche.
- MAZ-200W (МАЗ-200В) – Eine Sattelzugmaschine, die für den Einsatz mit den Sattelaufliegern MAZ-5245B (МАЗ-5245Б, für Fracht) und MAZ-5245W (МАЗ-5245В, für Personentransport) vorgesehen war.
- MAZ-200G (МАЗ-200Г) – Für das Militär von 1951 bis 1958 gebaute Version mit Universalpritsche zum Transport von Personen und Material. Die Getriebeuntersetzung wurde vergrößert und eine verstärkte Kupplung vom JaAZ-210 eingebaut. So stieg die Kraft im Gelände, die Höchstgeschwindigkeit sank aber auf 52 km/h.
- MAZ-200D (МАЗ-200Д) – Das Fahrgestell mit Führerhaus, auf das zahlreiche unterschiedliche Aufbauten gesetzt wurden.
- MAZ-200P (МАЗ-200П) – Eine Pritschenausführung mit leistungsgesteigertem Sechszylinder-Viertakt-Dieselmotor. Gebaut von 1962 bis 1967.[3]
- MAZ-200M (МАЗ-200М) – Sattelzugmaschine mit leistungsgesteigertem Sechszylinder-Viertakt-Dieselmotor.
- MAZ-200R (МАЗ-200Р) – Sattelzugmaschine mit erweiterter Hydraulikausrüstung zum Betrieb mit dem Kipp-Sattelanhänger MAZ-5232W (МАЗ-5232В).
- MAZ-205 (МАЗ-205) – Muldenkipper.
- MAZ-501 (МАЗ-501) – Ein allradgetriebener Lkw, der auf Basis des MAZ-200 für die Forstwirtschaft entwickelt wurde.
- MAZ-502 (МАЗ-502) – Die allradgetriebene, militärische Version des MAZ-501.
- AZ-8-200 (АЦ-8-200) – Eine Version als Tankwagen für verschiedene Flüssigkeiten auf dem Fahrgestell des MAZ-200D.
- TZ-200 (ТЗ-200) – Variante als Tankwagen für Kraftstoff.
- AZ-525 (АЦ-525) – Milchtankwagen.
- PM-9 (ПМ-9) – Ein Sprengwagen.
- K-51, K-52 sowie K-53 (К-51, К-52, К-53) – Kranfahrzeuge.
- APK-6 (АПК-6) – Version als Wechselladerfahrzeug.
- AZ-30/205 (АЦ-30/205) – Es handelt sich hierbei um ein Tanklöschfahrzeug.
- AM-32 (АМ-32) – Eine Drehleiter mit einer Leiterlänge von 32 m. Ein ähnliches Fahrzeug wurde auch mit einer 45 m langen Leiter gebaut.
- TschAR-1-200 (ЧАР-1-200) – Ein Kühlfahrzeug.

## Technische Daten
Für die letzte Generation Fahrzeuge bis 1966.
- Motortyp: JaAZ-204A
- Motor: Vierzylinder-Zweitakt-Dieselmotor, wassergekühlt
- Leistung: 120 PS (88 kW) bei 2000 min−1
- Hubraum: 4,65 l
- Bohrung: 127,0 mm
- Hub: 108,0 mm
- Kompression: 17:1
- maximales Drehmoment: 461 Nm bei 1200–1400 min−1
- Zündfolge: 1–3–4–2
- Kraftstoffverbrauch: 32,0 l/100 km bei 40 km/h
- Tankinhalt: 225 l Dieselkraftstoff
- Kupplung: Einscheiben-Trockenkupplung
- Getriebe: manuelles Schaltgetriebe mit 5 Vorwärtsgängen und einem Rückwärtsgang, teilsynchronisiert
- Höchstgeschwindigkeit: 65,0 km/h
- Bordspannung: 24 V
- Anlasser: Typ ST26, 11 PS Leistung
- Lichtmaschine: G106, 250 W, 10 A
- Batterien: 2 × 128 Ah
- Antriebsformel: 4×2

Abmessungen und Gewichte
- Länge: 7620 mm
- Breite: 2650 mm
- Höhe: 2430 mm
- Radstand: 4520 mm
- Bodenfreiheit: mindestens 290 mm
- Wendekreis (Durchmesser): 20,2 m
- Spurweite vorne: 1950 mm
- Spurweite hinten: 1920 mm (Doppelbereifung)
- Maße der Ladefläche (L×B×H, innen): 4500 × 2480 × 600 mm
- Höhe der Ladekante: 1390 mm
- Reifendimension: 12,00-20″
- Leergewicht: 6400 kg
- Zuladung: 7000 kg, auf unbefestigten Straßen 5000 kg (je +225 kg im Fahrerhaus)
- zulässiges Gesamtgewicht: 13.625 kg
- Achslast vorne: 3565 kg
- Achslast hinten: 10.060 kg
- zulässige Anhängelast: 9500 kg
- zulässiges Gesamtgewicht des Lastzugs: 23.125 kg